# Charles Paillasson
Charles Paillasson  (* 1718; † 1789) war ein französischer Literat, Kalligraph und Enzyklopädist.

## Leben und Wirken
Paillason wurde 1718 als Sohn eines Schriftstellers geboren. Er war ein Schüler von Louis Rossignol (1694–1739) und lehrte vom Jahr 1738 an seine Kunst in einem Internat in Clamart. Im Jahre 1756 wurde er Mitglied der Communauté des maîtres écrivains. Seit 1754 lebte er in Paris in der rue des Fosses Saint-Germain l’Auxerrois.
In dem Bestreben, das Ansehen der Kalligraphie in Frankreich zu verbessern, wurde er Mitglied mehrerer Pariser Akademien.  Ludwig XV. ernannte ihn im Jahre 178 zu seinen ersten Sekretär, Premier secrétaire du Cabinet du roi.
Für die Encyclopédie von Denis Diderot und Jean Baptiste le Rond d’Alembert schrieb er Artikel.

## Werke (Auswahl)
- L’Arte di scrivere tratta dal Dizionario d’arti e mestieri dell’Enciclopedia metodica. Niccolo Bettinelli, Padova [Padua] 1796
- Alphabets mineurs: Ronde, Batardes, Coulée. Regnault, Paris 1760
- Art d’Ecrire réduit à des démonstrations vraies et faciles. Paris